# Agathia par
Agathia par är en fjärilsart som beskrevs av Louis Beethoven Prout 1916. Agathia par ingår i släktet Agathia och familjen mätare. Inga underarter finns listade i Catalogue of Life.